# Shawnacy Barber
Shawnacy Campbell (Shawn) Barber (Las Cruces (New Mexico), 27 mei 1994 – Kingwood, Houston (Texas), 17 januari 2024) was een in de Verenigde Staten geboren Canadese atleet, die was gespecialiseerd in het polsstokhoogspringen. Hij werd eenmaal wereldkampioen in deze discipline. Ook nam hij eenmaal deel aan de Olympische Spelen, maar eindigde bij die gelegenheid buiten de medailles. Hij heeft zowel in- als outdoor de nationale records van Canada op zijn naam staan.
Barber overleed op 17 januari 2024 op 29-jarige leeftijd, aan medische complicaties.

## Biografie

### Wereldkampioen in 2015
In 2012 maakte Barber zijn internationale debuut bij de wereldkampioenschappen voor junioren U20. Met een beste sprong van 5,55 m, dezelfde hoogte als de winnaars van het goud en zilver, maar in tegenstelling tot deze twee pas bij zijn derde poging, won hij een bronzen medaille. Een jaar later pakte won hij een gouden medaille bij de Pan-Amerikaanse jeugdkampioenschappen. Op de wereldkampioenschappen in Moskou dat jaar sneuvelde hij in de kwalificatieronde.
In 2014 won Barber een bronzen medaille bij de  in Glasgow. Het jaar erop won hij een gouden medaille bij de Pan-Amerikaanse Spelen in Toronto. Op de WK in Peking gaf hij blijk van zijn goede vorm door de wereldtitel te veroveren. Hij veroverde die titel met een sprong over 5,90. Die hoogte haalde de Duitser Raphael Holzdeppe weliswaar ook, maar die had daar drie pogingen voor nodig, terwijl Barber al zijn sprongen in één keer had gehaald.

### Over zes meter
Op 15 januari 2016 sprong Barber voor het eerst over zes meter. Dit was bij een indoorwedstrijd in Reno. Hiermee schaarde hij zich bij de selecte club van polsstokspringers die de zes meter overbrugden. Bij de wereldindoorkampioenschappen in Portland kort daarna moest hij met 5,75 echter genoegen nemen met een vierde plaats. Ook op de Olympische Spelen van Rio de Janeiro later dat jaar ging het niet voortvarend. Hij werd tiende met een beste poging van 5,50. Na de Spelen werd bekend gemaakt dat hij op de Canadese kampioenschappen betrapt was op cocaïne. Slechts enkele dagen voor de Spelen werd hij vrijgesproken, omdat hij niet bewust cocaïne had gebruikt. De cocaïne was door een seksueel contact in zijn lichaam gekomen.

### Titel kwijt
In 2017 slaagde Barber er niet in om het in de voorgaande jaren bereikte niveau vast te houden. Wel veroverde hij in eigen land zijn vijfde nationale titel, maar op de WK in Londen slaagde hij er niet in om zijn wereldtitel van 2015 te prolongeren. Dit keer moest hij de eer laten aan de Amerikaan Sam Kendricks, die zich met een hoogte van 5,95 de titel toe-eigende. Barber kwam in de finale niet verder dan 5,65 en eindigde daarmee als achtste. 

## Titels
- Wereldkampioen polsstokhoogspringen - 2015
- Pan-Amerikaans kampioen U20 polsstokhoogspringen - 2013
- NCAA-kampioen polsstokhoogspringen - 2015
- NCAA-indoorkampioen polsstokhoogspringen - 2014, 2015
- Canadees kampioen polsstokhoogspringen - 2013, 2014, 2015, 2017, 2018

## Persoonlijke records
| Onderdeel                      | Prestatie   | Datum           | Plaats |
| ------------------------------ | ----------- | --------------- | ------ |
| polsstokhoogspringen (outdoor) | 5,93 m (NR) | 25 juli 2015    | Londen |
| polsstokhoogspringen (indoor)  | 6,00 m (NR) | 15 januari 2016 | Reno   |

## Palmares

### polsstokhoogspringen
- 2012:  WK U20 - 5,55 m
- 2013:  Canadese kamp. - 5,40 m
- 2013: 11e Universiade - 5,15 m
- 2013:  Pan-Amerikaanse jeudgkamp. U20 - 5,35 m
- 2013:  Jeux de la Francophonie - 5,20 m
- 2013: 16e in kwal. WK - 5,40 m
- 2014:  Canadese kamp. - 5,55 m
- 2014:  Gemenebestspelen - 5,45 m
- 2015:  NCAA-kamp. 5,60 m
- 2015:  Pan-Amerikaanse Spelen - 5,85 m
- 2015:  Canadese kamp. - 5,60 m
- 2015:  WK - 5,90 m
- 2016: 4e WK indoor - 5,75 m
- 2016: 10e OS - 5,50 m
- 2017:  Canadese kamp. - 5,40 m
- 2017: 8e WK - 5,65 m (in kwal. 5,70 m)
- 2018:  Gemenebestspelen - 5,65 m
- 2018:  Canadese kamp. - 5,75 m

Diamond League-podiumplaatsen
- 2015:  Weltklasse Zürich - 5,92 m
- 2017:  Shanghai Golden Grand Prix - 5,60 m
- 2017:  Meeting de Paris - 5,62 m
- 2017:   Diamond League - 25 p
- 2018:  Weltklasse Zürich - 5,86 m

1983 Serhij Boebka · 
1987 Serhij Boebka · 
1991 Serhij Boebka · 
1993 Serhij Boebka · 
1995 Serhij Boebka · 
1997 Serhij Boebka · 
1999 Maksim Tarasov · 
2001 Dmitri Markov · 
2003 Giuseppe Gibilisco · 
2005 Rens Blom ·
2007 Brad Walker ·
2009 Steven Hooker ·
2011 Paweł Wojciechowski ·
2013 Raphael Holzdeppe ·
2015 Shawnacy Barber ·
2017 Sam Kendricks ·
2019 Sam Kendricks ·
2022 Armand Duplantis ·
2023 Armand Duplantis